# كلاوديو بيليني
كلاوديو بيليني (بالإيطالية: Claudio Bellini)‏ هو مهندس معماري إيطالي، ولد في 1963 في ميلانو في إيطاليا.